# Amaury Sport Organisation
Die Amaury Sport Organisation (A.S.O.) ist ein französisches Unternehmen mit Sitz in Issy-les-Moulineaux, Département Hauts-de-Seine, das sich auf die Organisation und das Management großer Sport-Veranstaltungen spezialisiert hat. Das 1992 gegründete Unternehmen ist eine Tochter der französischen Groupe Amaury, welche unter anderem die Sportzeitung L’Équipe und die Zeitung Le Parisien herausgibt. Das Unternehmen ist im Besitz der Familie Amaury, Präsidentin ist Marie-Odile Amaury. 2022 machte A.S.O einen Umsatz von 475 Mio. €, die Familie Amaury belegte die Position 200 in der Liste der reichsten Franzosen mit einem professionellen Vermögen von 650 Mio. €.
Die A.S.O. ist Veranstalter des einer breiteren Öffentlichkeit bekannten Straßenradrennens Tour de France. Die Tochtergesellschaft „Unipublic“ veranstaltet mit der Vuelta a España eine weitere Grand Tour. Zu den Männerradsportveranstaltungen des Unternehmens zählen außerdem die Eintagesrennen Paris–Roubaix, Lüttich–Bastogne–Lüttich, Eschborn–Frankfurt, Cyclassics Hamburg, La Flèche Wallonne und Paris–Tours sowie die Etappenrennen Paris–Nizza, Critérium du Dauphiné, Tour de l’Avenir, Tour du Faso, Katalonien-Rundfahrt, Deutschland Tour, Tour of Oman und das Arctic Race of Norway. In zeitlichem Zusammenhang mit den Männerrennen werden im Frauenradrennsport die La Vuelta Femenina, Paris-Roubaix Femmes, La Flèche Wallonne Féminine, Liège–Bastogne–Liège Femmes, Tour de l’Avenir Femmes und die Tour de France Femmes veranstaltet. Zu den wichtigsten nicht mehr ausgetragenen Rennen der A.S.O. gehörten bis 2004 das Einzelzeitfahren Grand Prix des Nations und bis 2016 das Critérium International sowie die Katar-Rundfahrt.
Außerdem veranstaltet die A.S.O. die Rallye Dakar, zudem den Marathon de Paris, den Semi de Paris sowie Turniere im Golf und Reitsport. Von 2009 bis 2011 war sie Veranstalter der Silk Way Rally.